# Силы стратегического обеспечения

Малая эмблема Сил стратегического обеспечения НОАК.

Силы стратегического обеспечения НОАК (кит. трад. 中国人民解放军战略支援部队, пиньинь Zhōngguó rénmín jiěfàngjūn zhànlüè zhīyuán bùduì, палл. Чжунго жэньминь цзефанцзюнь чжаньлюэ чжиюань будуй) — вид вооружённых сил в Народно-освободительной армии Китая. Ответственность ССО распространяется на сферу технической разведки, кибервойны, психологических операций, космической войны и радиоэлектронной борьбы. Созданы в 2015 году в ходе военной реформы в КНР.
Подразделяются на космические войска и кибервойска (сетевые войска), которые представлены соответствующими отделами в штабе Сил стратегического обеспечения.

## Структура
ССО подобны по структуре Ракетным войскам НОАК. Силы стратегического обеспечения сформированы из подразделений, отвечающих за космическую, кибернетическую и радиоэлектронную войну в бывшем Главном штабе (включая возможности кибершпионажа бывшего Третьего департамента, меры электронной поддержки из бывшего Четвёртого департамента и космос — на базе систем ISR и Бюро аэрокосмической разведки и главной станции спутниковой связи), Департамента общих политических вопросов и Департамента общего вооружения (включая средства запуска, телеметрии, слежения и контроля, а также организации, занимающиеся исследованиями и разработками).
В настоящее время штаб Сил стратегического обеспечения состоит из шести департаментов: штабного, политической работы, космических систем, сетевых систем, оборудования и снабжения.
Департамент космических систем
- Центр запуска спутников Цзюцюань / 20-я учебно-испытательная база
- Центр запуска спутников Тайюань / 25-я учебно-испытательная база, ему подчиняется стартовая платформа в Жёлтом море
- Центр запуска спутников Сичан / 27-я учебно-испытательная база
- Космодром Вэньчан
- Космическая телеметрия, слежение и контроль
- Пекинский центр управления космическими полётами
- Центр управления спутниками Сиань / 26-я учебно-испытательная база
- Станции телеметрии, слежения и контроля
- Отдел спутникового морского слежения и контроля
- 23-я учебно-испытательная база Цзянцзинь[нем.]
- 37-я база (слежение за космическим пространством)
- Бюро аэрокосмической разведки
- Главная станция спутниковой связи
- Центр аэрокосмических исследований и разработок
- Проектный исследовательский центр
- Корпус астронавтов

Департамент сетевых систем
Департамент сетевых систем — это интеграция всех средств НОАК в сфере кибервойны.
Командующие Войсками стратегической поддержки НОАК
- 2015—2019: Гао Цзинь
- 2019—2021: Li Fengbiao[англ.]
- 2021 — н. в.: Ju Qiansheng[англ.][9]

## Вооружение и техника

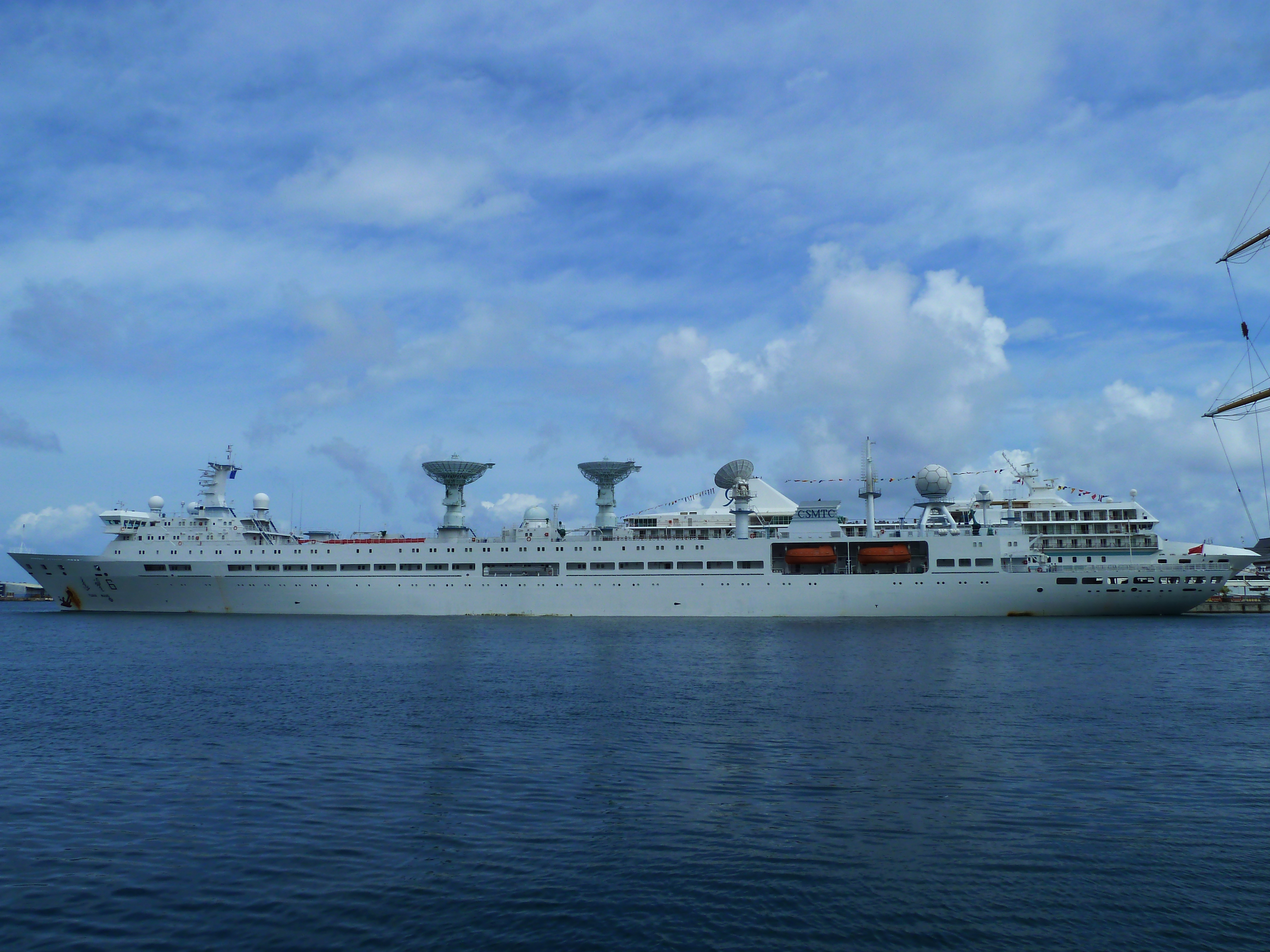
Yuanwang-6

К началу 2023 г. космические войска управляли более чем 200 спутниками, относящимися к «созвездиям»: Бэйдоу (BDS), Яогань, Шиянь, Хуоянь (раннего предупреждения) и другим
. Военные разрабатывают искусственный интеллект (ИИ) для стремительно расширяющихся коммерческих сетей, например спутников оптической и инфракрасной разведки Цзилинь-1. Военный ИИ сделает гражданские космические аппараты гораздо более эффективными при отслеживании движущихся целей. В 2021 году Китай занял второе место после США по общему количеству (260) военных и коммерческих разведывательных спутников.
Для управления собственной космической группировкой Силы стратегической поддержки располагают наземными контрольно-измерительными станциями, расположенными в Китае и других странах мира, а также 4 кораблями слежения и контроля серии Yuanwang. Для доставки ракет на космодром Вэньчан и платформу в Жёлтом море используются корабли Yuanwang-21 и Yuanwang-22.
Космические войска отвечают за противоспутниковую и отчасти за противоракетную оборону. На вооружение принята ракета SC-19, перехватывающая спутники на низких орбитах. Успешно испытана противоракета DN-3, которая уничтожала баллистические ракеты в космосе. Пентагон подозревает, что Китай приступил к испытаниям ракеты, позволяющей уничтожать спутники на высоте 30 000 км. Имеются специальные космические аппараты, изменяющие орбиты спутников и борющиеся с космическим мусором. Наземные лазеры противодействуют спутникам оптической разведки. На сигналы GPS и радары космического базирования воздействуют при помощи средств РЭБ. Создаётся более мощное энергетическое оружие для непосредственного разрушения орбитальных целей.
Китай построил не менее 5 больших стационарных РЛС раннего предупреждения о ракетном нападении (СПРН). Дальность обнаружения целей достигает нескольких тысяч километров. Четыре РЛС осматривают Тихий океан и прилегающие районы Евразии. Пятая РЛС наблюдает за Индией. На авиасалоне в Чжухае представлена РЛС SLC-18, предназначенная для обнаружения низкоорбитальных космических целей. Сектор обзора одной РЛС напоминает кусок пирога, покрывающий на определённой высоте территорию от Тайваня и до провинции Юньнань, если установить её в провинции Гуандун.
В состав ССО входят полки связи с соответствующим оборудованием.